# Tectum Verlag
Der Tectum Verlag (Eigenschreibweise) ist ein Wissenschaftsverlag der Nomos Verlagsgesellschaft mit Sitz in Baden-Baden.

## Geschichte
Der ursprünglich eigenständige Verlag wurde 1992 von Heinz-Werner Kubitza in Marburg gegründet und Anfang 2017 als Marke in die Nomos Verlagsgesellschaft eingegliedert.

## Programm
Das Verlagsprogramm umfasst die Bereiche Nachhaltigkeit und Ökologie, Literatur, Kunst, Musik, Medien, Religion und Religionskritik, Politik, Geschichte, Philosophie, Wirtschaft, Pädagogik, Soziologie, Soziale Arbeit  und Recht. Publiziert werden Habilitationsschriften, Dissertationen, Diplomarbeiten, Magisterarbeiten, Masterarbeiten, Aufsatzbände, Kongressberichte und wissenschaftliche Monografien. Jährlich werden etwa 200 neue Titel (Stand: 2022) veröffentlicht.
Die Bücher erscheinen in über 30 Reihen, so z. B.:
- Kontext Kunst – Vermittlung – Kulturelle Bildung, herausgegeben von Jutta Ströter-Bender
- Kulturanalysen, herausgegeben von Ulrike Prokop
- Edition Wirtschaft und Recht, herausgegeben von Andreas Wien
- Literatur und Medien, herausgegeben von Volker Wehdeking und Gunter E. Grimm
- Religionen Aktuell  herausgegeben von Bertram Schmitz
- Anwendungsorientierte Religionswissenschaft, herausgegeben von Wolfram Reiss und Ulrike Bechmann
- Religionswissenschaft und Religionskritik, herausgegeben von Horst Junginger und Katharina Neef
- Systematische Musikwissenschaft und Musikkulturen der Gegenwart, herausgegeben von Claudia Bullerjahn

Der Verlag ist Mitglied im Börsenverein des Deutschen Buchhandels.
Die Werke von Tectum sind für registrierte Nutzer elektronisch über die Tectum eLibrary verfügbar. Die von Kubitza selbst betreute Reihe zur Religionskritik wurde im Jahr 2017 im Zuge der Übergabe an Nomos aufgegeben.